# Mycobacterium ulcerans
A Mycobacterium ulcerans egy baktériumfaj, amely különféle vízi környezetben található. A baktériumok megfertőzhetik az embereket és néhány állatot, és tartós nyílt sebeket okozhatnak, amelyeket Buruli-fekélynek neveznek. A M. ulcerans közeli rokona a Mycobacterium marinumnak, amelyből körülbelül egymillió évvel ezelőtt fejlődött ki, távolabbi pedig a tuberkulózist és leprát okozó mycobacteriumoknak.

## Leírása
A Mycobacterium ulcerans pálcika alakú baktérium. Lilának ("Gram-pozitív") jelenik meg a Gram-festés alatt, és élénkvörösnek ("savgyors") Ziehl–Neelsen-festés alatt. Laboratóriumi táptalajokon az M. ulcerans lassan növekszik, és négy hét után kis átlátszó telepeket képez. A telepek öregedésével szabálytalan körvonalaik és érdes, sárga felületük alakul ki. A baktériumot Jean Tolhurst és Glen Buckle ausztrál tudósok fedezték fel az 1940-es évek végén.